# 野瀬栄進
野瀬 栄進 (のせ えいしん、1971年 - ) は作曲家・ピアニスト。ニューヨーク在住。

## 来歴
北海道小樽市生まれ。幼少のころよりピアノを習うが、段々とクラシック音楽としてのピアノよりもジャズとしてのピアノに傾倒していく。北海道小樽潮陵高等学校卒業後、1992年に本場でのジャズ演奏を志しアメリカ合衆国カリフォルニア州へ渡る。様々なライブハウスで演奏し、ファンフェアーというヴォーカル・グループに参加する。1994年にニューヨークへ移住し、音楽学校でジャズ・ピアノを改めて習う。ジャッキー・バイアード、リッチー・バイラーク、フィル・マルコウィッツに師事し、ニューヨークのライブハウスで様々なジャズ・ミュージシャンとも共演した。トリオ・カルテットでの演奏がメインだが、ソロとしても活動している。アメリカでの活動が主力だが、ヨーロッパ・日本でも活動の場を拡げており、作曲・音楽プロデューサーとしての活動も並行して行なっている。

## アルバム
| No. | タイトル              | 発売日         | 備考                           |
| --- | --------------------- | -------------- | ------------------------------ |
| 1   | Hear Now Here         | 2001年         |                                |
| 2   | HOME SWEET HOME〜望郷 | 2003年12月17日 |                                |
| 3   | BURNING BLUE          | 2006年10月     |                                |
| 4   | Inside Out Dream      | 2009年3月1日   |                                |
| 5   | THE GATE              | 2010年12月20日 | 武石聡とのセッション・アルバム |

## 受賞
- S&R Washington Award （2009年）
- 北海道文化賞奨励賞（2023年）

## 連載
- 「ラブおたる」(小樽市のタウン誌)